# Euchaetes zonalis
Euchaetes zonalis är en fjärilsart som beskrevs av Augustus Radcliffe Grote 1882. Euchaetes zonalis ingår i släktet Euchaetes och familjen björnspinnare. Inga underarter finns listade i Catalogue of Life.